# Coquimbo (stad)
Coquimbo is een stad en gemeente in Chili, gelegen in de regio Coquimbo en in de provincie Elqui. De stad is de hoofdstad van Elqui, maar niet van de regio Coquimbo (dat is La Serena). Coquimbo ligt in een vallei zo'n tien kilometer ten zuiden van La Serena; beide steden vormen samen een grootstedelijk gebied. Coquimbo telde 227.730 inwoners in 2017 en is gelegen aan de Pan-Amerikaanse Snelweg.